# 桃坪乡 (长宁县)
桃坪乡，是中华人民共和国四川省宜宾市长宁县曾经下辖的一个乡。2019年8月，撤销桃坪乡，将其所属行政区域划归竹海镇管辖。

## 行政区划
桃坪乡撤销前下辖以下地区：
桃园社区、联盟村、新坪村、大林村、什字村、民治村、中坝村、大桥村和永和村。